# 張鳳臺
張鳳臺（1857年—1925年），字鸣岐，河南安阳崇义村人，清朝及中华民国政治人物。

## 生平
张凤台生于清朝咸丰七年（1857年）。光绪十一年（1885年）中举人，光绪二十一年（1895年）中进士。历任直隶省元城县（今河北省大名县）、吴桥县、束鹿县知县。
光绪三十三年（1907年）调任长春府知府候补。光绪三十四年（1908年），获东三省总督徐世昌、巡抚唐绍仪举授为长白府设治委员。长白设治公所设立以后，张凤台担任第一任知府衔设治委员，任职一年零七个月。光绪三十四年（1908年）春，定长白山的塔甸为治所，宣统元年一月（1909年）署理公务。宣统元年十一月（1909年），张凤台自设治委员职位上离任。任内他向徐世昌提出了《善后十策》（又称《筹边十策》），即：
占江权、驻工兵、厘韩籍、捷交通、崇府体、励边吏、辟荒徼、通银币、储饷需、扩学警
此后他担任奉天省兴京府（今新宾县）知府。
中华民国成立后，他历任河南省内务司长、民政长、参政院参政。民国九年（1920年）担任河南省省长，任内撰写了《鹿岩乡土志》，创办了河南通志局并自任总裁，还督修了《林县志》。
民国十四年（1925年）七月，张凤台在河南安阳病逝，享年69岁。

## 著作
- 《长白汇征录》
- 《鹿岩乡土志》
- 《林县志》（督修）
- 《三怡堂丛书》（主编）
- 《万国公法提要》
- 《中州杂俎》（校勘）